# Кинг Конг (филм из 1976)
Кинг Конг (енгл. King Kong) је амерички авантуристички хорор филм из 1976. године, режисера Џона Гилермина,са Џефом Бриџизом, Џесиком Ланг, Чарлсом Гродином, Ренеом Обержонуом у главним улогама. Представља први римејк истоименог филма из 1933, као и пето остварење истоимене франшизе.
Карло Рамбалди је за рад на овом филму награђен Оскаром за специјална достигнућа у визуелним ефектима. Поред тога, филм је био номинован за још два Оскара, и то у категоријама најбоље кинематографије и најбољег звука. Џесика Ланг је за улогу Дуан награђена Златним глобусом за нову звезду године, а Марио Ћари и Дејл Хенеси били су номиновани за награду БАФТА у категорији најбољег дизајна продукције.
Филм је премијерно приказан 17. децембра 1976. Добио је помешане критике и остварио комерцијални успех зарадивши преко 90 милиона долара. Десет година касније, снимљен је директан наставак под насловом Кинг Конг живи.

## Радња
Средином 1970-их, експедиција предвођена Фредом Вилсоном, у потрази за нафтом проналази до тада неоткривено острво у Индијском океану. Верујући да је острво богато нафтом, Вилсон шаље своје људе да га истраже. Убрзо се суочавају са енормним чудовиштем налик на горилу које се заљубљује у лепу девојку по имену Дуан. Хорор почиње када Вилсон одлучи да транспортује чудовиште у Америку...

## Улоге
| Глумац                 | Улога             |
| ---------------------- | ----------------- |
| Џеф Бриџиз             | Џек Прескот       |
| Џесика Ланг            | Дуан              |
| Чарлс Гродин           | Фред С. Вилсон    |
| Џон Рандолф            | капетан Рос       |
| Рене Обержонуа         | Рој Багли         |
| Ед Лотер               | Карнахан          |
| Џулијус Харис          | Боан              |
| Џек О'Халоран          | Џо Перко          |
| Денис Фимпл            | Санфиш            |
| Хорхе Морено           | Гарсија           |
| Марио Гаљо             | Тимонс            |
| Џон Лоун               | кинески кувар     |
| Џон Агар               | градски званичник |
| Сид Конрад             | Петрокс           |
| Корбин Бернсен         | репортер          |
| Џо Пископо             | репортер          |
| Питер Кален Рик Бејкер | Кинг Конг         |